# 亚特兰蒂斯：世界的终结，传奇的诞生
《亚特兰蒂斯：世界的终结，传奇的诞生》（英語：Atlantis: End of a World, Birth of a Legend）2011年5月8日上映于英国的纪录片，讲述了古希腊时期亚特兰蒂斯文明消亡之谜。

## 剧情
电影根据古希腊著名哲学家柏拉图的著作记录展开，亚兰蒂斯曾经繁华富饶，地中海的锡拉岛，有个大西洲或大西国，克里特人主宰这一切，他们形成了米诺斯文化，但是，一场火山引发的地震，直接导致了这个文明的消失。

## 演员
| 演员              | 角色     | 备注     |
| 斯蒂芬妮·列尼达斯 | 皮纳鲁提 | 一个女子 |
| 湯姆·孔蒂         |          | 旁白     |
| 瑞斯·里奇         | 伊西     |          |
| 朗利·柯克伍德     | 萨拉     |          |
| 伊莎多拉·维威     | 祭司     |          |
| 娜塔莉·贝克尔     | 安瑞德   |          |

## 花絮
电影在2011年5月8日上映。